# Liste der Gemeinden im Salzkammergut
Übersicht über die politisch selbständigen Gemeinden, die zur Region Salzkammergut gehören.

## Legende
- Region: Naturräumliche Landschaft (Raumeinheiten Oberösterreichs annotiert)
- Ferienregion: Der Tourismusregion Salzkammergut haben sich 54 Gemeinden angeschlossen (Stand 2008)[1]
- Chronologie: Sortierbar nach Zeit, ab der die Gem. zum SKG gezählt wird
SKG … Salzkammergut, Hsft. … Herrschaft, Gft. … Grafschaft, Hzgt. … Herzogtum
TV … Tourismusverband, RV … Regionalverband, RMgm. … Regionalmanagement

## Liste
Datenstand Gemeinden: 1. Jänner 2020
| Gemeinde                      | Bezirk            | Bundesland | Region                                  | Ferienregion                                  | Chronologie |
| ----------------------------- | ----------------- | ---------- | --------------------------------------- | --------------------------------------------- | --- |
| Altaussee                     | Liezen            | Stmk       | Trauntal-Ausseerland (S)                | Ausseerland - Salzkammergut (Steir. SKG)      | Ausseerland (urk. erw. Aussee 1265) Teil des Hzgt. Kärnten, 1192 babenberg., bleibt aber beim Hzgt. Steiermark; Salzgewinnung urk. 1147 (Ausseer Salzberg, wohl deutlich älter); Steirisches SKG seit 1826 von Salzbergamt zu Gmunden verwaltet, Kurort 1989 |
| Altmünster                    | Gmunden           | OÖ         | Trauntal-Traunsee (S)                   | Traunsee                                      | Abtei Traunsee (gegr. 900, zerst. 950), dann Teil d. Herrschaft Ort |
| Attersee am Attersee          | Vöcklabruck       | OÖ         | Attersee                                | Attersee                                      | Hauptort des bair. Attergaus, Königshof urk. 885, Burg (verfällt im 15. Jh.), 1379 an Habsburg, Atterseegebiet wird seit dem Ende d. 19. Jh. als Teil des SKG genannt |
| Aurach am Hongar              | Vöcklabruck       | OÖ         | Vöckla–Ager-Alpenvorland (V)            | Attersee                                      | Teil d. bair. Attergaus, TV (auch RMgm. Vöcklabruck-Gmunden) dem TV Attersee assoziiert, 2009 mitgenannt |
| Bad Wimsbach-Neydharting      | Wels-Land         | OÖ         | Traun–Enns-Alpenvorland/Almtal/Trauntal | Almtal                                        | seit 2009 mitgenannt, seit 2013 TV Almtal/VERA Mitglied |
| Bad Aussee                    | Liezen            | Stmk       | Trauntal-Ausseerland (S)                | Ausseerland - Salzkammergut (Steir. SKG)      | Teil des Ausseerlands, Verkehrsknoten, 1850 k.k. Bezirksgericht, 1868 Kurort, 1911 Bad |
| Bad Goisern am Hallstättersee | Gmunden           | OÖ         | Trauntal-Hallstätter See (S)            | Inneres Salzkammergut/⁮Dachstein Salzkammergut | alte Lände des Hallstätter Salzes, Teil des Ischllands (urk. um 1325); um 1290 Sole- und Sulzenfunde, 1595 Soleleitung nach Ischl/Ebensee, 1770 Pflegschaftskanzlei Schloss Neuwildenstein bis 1850; 1931 Heilbad und Kurort |
| Bad Ischl                     | Gmunden           | OÖ         | Trauntal-Ischler Becken (S)             | Bad Ischl                                     | Lauffen (urk. 807. heute Kat.Gem. v. Ischl) 1275/80 (Rudolf I.) der älteste Markt des SKG, Herrschaft Wildenstein ab 1419 habsb. Gerichtssitz des Ischllands; 1563 Ischler Salzberg, 1571 Sudhaus und zunehmend Ischl der Hauptort; Kurort ab den 1820ern, 1906 Bad, Stadterh. 1940 |
| Bad Mitterndorf               | Liezen            | Stmk       | Salzatal-Hinterberg                     | Ausseerland - Salzkammergut (Steir. SKG)      | Urk. 1147, Steyr. Herrschaft Hinterberg 1591 an Ausseer Bürger, seither beim Ausseerland; Badeort der Römerzeit, Kurort 1972 |
| Berg im Attergau              | Vöcklabruck       | OÖ         | Attergau (V)                            | Attergau                                      | Teil des Attergaus, seit dem Anfang d. 20. Jh. beim SKG genannt |
| Ebenau                        | Salzburg-Umgebung | Sbg        | Wiestal–Hintersee-Gebiet (O)            | Fuschlsee                                     | mit RV Osterhorngruppe (1994) auch zum TV Fuschlsee (2000) und Gründungsmitglied der Salzkammergut Tourismus (2002) |
| Ebensee                       | Gmunden           | OÖ         | Trauntal-Traunsee (S)                   | Traunsee                                      | Teil der Herrschaft Wildenstein; 1604/7 Sudhütte (Saline Ebensee) mit Soleleitung von Hallstatt |
| Faistenau                     | Salzburg-Umgebung | Sbg        | Wiestal–Hintersee-Gebiet (O)            | Fuschlsee                                     | mit RV Osterhorngruppe (1994) auch zum TV Fuschlsee (2000) und Gründungsmitglied der Salzkammergut Tourismus (2002) |
| Frankenmarkt                  | Vöcklabruck       | OÖ         | Vöckla–Ager-Alpenvorland (V)            | –                                             | Teil d. bair. Attergaus, Herrschaft Frankenburg 1351 habsb., 1593 Khevenhüllersche Grafschaft Frankenburg, TV der Gem. der Salzkammergut Tourismus verbunden, 2009 mitgenannt |
| Fuschl am See                 | Salzburg-Umgebung | Sbg        | Fuschlsee                               | Fuschlsee                                     | Fuschlsee ab den 1950ern zum SKG gerechnet, mit TV Ferienregion Fuschlsee (gegr. 2000) Gründungsmitglied der Salzkammergut Tourismus (2002) |
| Gampern                       | Vöcklabruck       | OÖ         | Vöckla–Ager-Alpenvorland (V)            | Attersee                                      | Teil d. bair. Attergaus, TV (auch RMgm. Vöcklabruck-Gmunden) dem TV Attersee assoziiert, 2009 mitgenannt |
| Gmunden                       | Gmunden           | OÖ         | Trauntal-Traunsee (S)                   | Traunsee                                      | Zentrum des Salzhandels nach Norden (Lände, Stadt 1278), ab Hochmittelalter Seefeste Ort Gerichtssitz, ab 15. Jh. Sitz des Salzamts (Kammerhof erb. 1450), 1745 Salzoberamt Österreichs o.d. Enns, 1850 k.k. Salinen- und Forstdirektion, 1868 Bezirkshauptmannschaft des (heutigen) zentralen u. östl. SKG; Kurort 1862                                                                       |
| Gosau                         | Gmunden           | OÖ         | Gosau                                   | Inneres Salzkammergut/⁮Dachstein Salzkammergut | 1297 nach dem Salzkrieg (Albrecht I.) vom Erzstift Salzburg an Habsburg abgetreten |
| Grünau im Almtal              | Gmunden           | OÖ         | Almtal                                  | Almtal                                        | Inneres Almtal (urk. 1160, mittelalterl. Herrschaft Scharnstein) wird ab den 1950ern zum SKG gezählt |
| Grundlsee                     | Liezen            | Stmk       | Trauntal-Ausseerland (S)                | Ausseerland - Salzkammergut (Steir. SKG)      | Teil des Ausseerlands (urk. erw. 1188) |
| Gschwandt                     | Gmunden           | OÖ         | Trauntal/Laudachtal                     | Traunsee                                      | Mehrgemeindiger TV Ferienregion Traunsee Gründungsmitglied der Salzkammergut Tourismus (2002) |
| Hallstatt                     | Gmunden           | OÖ         | Trauntal-Hallstätter See (S)            | Inneres Salzkammergut/⁮Dachstein Salzkammergut | Hallstattzeit 800–400 v. Chr., Bergbau (Hallstätter Salzberg) um 150 n. Chr. vollst. verschüttet, Solegewinnung ab dem 7. Jh., bair. Babenberger (Herrschaft Ort), ab dem Hochmittelalter Teil des Yschllands, 1278 Habsburg (König Rudolf I., Schlacht von Dürnkrut/Jedenspeigen), 1298 Erbbesitz (Elisabeth von Görz), ab 1490 zu Österreich ob der Enns gerechnet, Kammergut urk. 1656 erw. |
| Hintersee                     | Salzburg-Umgebung | Sbg        | Wiestal–Hintersee-Gebiet (O)            | Fuschlsee                                     | mit RV Osterhorngruppe (1994) auch zum TV Fuschlsee (2000) und Gründungsmitglied der Salzkammergut Tourismus (2002) |
| Hof bei Salzburg              | Salzburg-Umgebung | Sbg        | Fuschlsee                               | Fuschlsee                                     | Schloss Fuschl 1461 Jagdschloss und Sommerresidenz der Salzburger Erzbischöfe (Assoziation der Sissi-Filme der 1950er), Gem. mit TV (gegr. 2000) Gründungsmitglied der Salzkammergut Tourismus (2002) |
| Innerschwand am Mondsee       | Vöcklabruck       | OÖ         | Mondsee                                 | MondSeeLand - Mondsee/Irrsee                  | Teil des klösterlichen Mondseelands, Landgemeinde des Markts Mondsee |
| Koppl                         | Salzburg-Umgebung | Sbg        | Gaisberg-Heuberg-Gebiet (O)             | Fuschlsee                                     | mit RV Osterhorngruppe (gegr. 1994) auch zum TV Fuschlsee (2000) und Gründungsmitglied der Salzkammergut Tourismus (2002) |
| Laakirchen                    | Gmunden           | OÖ         | Traun–Enns-Alpenvorland/Traunschlucht   | –                                             | Teil der Hsft. Ort/Traunsee, TV der Gem. der Salzkammergut Tourismus verbunden, 2009 mitgenannt |
| Mondsee am Mondsee            | Vöcklabruck       | OÖ         | Mondsee                                 | MondSeeLand - Mondsee/Irrsee                  | Besitz des Stiftes Mondsee (gegr. 996), 1506 österr. (Maximilian I.), 1791 säkularisiert (Josephs II.), nach Nap. Kriegen Besitz von Wrede; Mondseeland wird seit dem beginnenden 20. Jh. zum SKG gerechnet |
| Nußdorf am Attersee           | Vöcklabruck       | OÖ         | Attersee                                | Attersee                                      | Teil d. Attergaus, Attersee wird seit dem Ende d. 19. Jh. als Teil des SKG genannt |
| Oberhofen am Irrsee           | Vöcklabruck       | OÖ         | Irrsee                                  | MondSeeLand - Mondsee/Irrsee                  | Teil des klösterlichen Mondseelands |
| Obertraun                     | Gmunden           | OÖ         | Trauntal-Hallstätter See (S)            | Inneres Salzkammergut/⁮Dachstein Salzkammergut | alte Lände des Hallstätter Salzes, Teil des Ischllands (urk. um 1325) |
| Oberwang bei Mondsee          | Vöcklabruck       | OÖ         | Oberwang                                | MondSeeLand - Mondsee/Irrsee                  | Teil des klösterlichen Mondseelands, Landgemeinde des Markts Mondsee |
| Pettenbach                    | Kirchdorf         | OÖ         | Almtal/Kremstal                         | Almtal                                        | seit 2013 TV Almtal/VERA Mitglied |
| Pinsdorf                      | Gmunden           | OÖ         | Trauntal/Aurachtal                      | Traunsee                                      | Mehrgemeindiger TV Ferienregion Traunsee Gründungsmitglied der Salzkammergut Tourismus (2002) |
| Regau                         | Vöcklabruck       | OÖ         | Vöckla–Ager-Alpenvorland (V)            | –                                             | Teil d. bair. Attergaus, TV der Gem. über RMgm. Vöcklabruck-Gmunden dem TV Attersee verbunden, 2009 mitgenannt |
| Scharnstein                   | Gmunden           | OÖ         | Almtal                                  | Almtal                                        | Inneres Almtal (urk. 1160, mittelalterl. Herrschaft Scharnstein) wird ab den 1950ern zum SKG gezählt |
| Schörfling am Attersee        | Vöcklabruck       | OÖ         | Attersee                                | Attersee                                      | Teil d. Attergaus, Seeveste Kammer (Herrschaft Kammer) 1383 habs., später Grft. Frankenburg, Attersee wird seit dem Ende d. 19. Jh. als Teil des SKG genannt |
| Schwanenstadt                 | Vöcklabruck       | OÖ         | Vöckla–Ager-Alpenvorland (V)/Trauntal   | –                                             | Teil d. bair. Traungaus, TV der Gem. der Salzkammergut Tourismus verbunden, 2009 mitgenannt |
| Seewalchen am Attersee        | Vöcklabruck       | OÖ         | Attersee                                | Attersee                                      | Teil d. Attergaus, Attersee wird seit dem Ende d. 19. Jh. als Teil des SKG genannt |
| St. Georgen im Attergau       | Vöcklabruck       | OÖ         | Attergau (V)                            | Attergau                                      | Attergau ist bair. Siedlungsraum großräumig um den Ort Attersee am Attersee, 1156 Hauptsitz St. Georgen (Schloss Kogl), 1379/80 zu Habsburg, zunehmende Unterscheidung von Atterseegebiet (Hsft. Kammer) und (heutigem) Attergau (Hsft. Kogl), 1593 Grft. Frankenburg, Attergau seit dem Anfang d. 20. Jh. beim SKG genannt                                                                    |
| St. Gilgen                    | Salzburg-Umgebung | Sbg        | Wolfgangsee (S)                         | Wolfgangsee                                   | Wolfgangsee als ganzes ab dem mittleren 19. Jh. zum SKG gezählt (Schifffahrt, Lokalbahn) |
| St. Konrad                    | Gmunden           | OÖ         | Almtal/Laudachtal                       | Almtal                                        | seit 2009 mitgenannt, seit 2013 TV Almtal/VERA Mitglied |
| St. Lorenz                    | Vöcklabruck       | OÖ         | Mondsee                                 | MondSeeLand - Mondsee/Irrsee                  | Teil des klösterlichen Mondseelands, Landgemeinde des Markts Mondsee |
| St. Wolfgang im Salzkammergut | Gmunden           | OÖ         | Wolfgangsee (S)                         | Wolfgangsee                                   | Wolfgangland Teil des Mondseelands, 1506 habsburgischer Besitz, aber bis zur Säkularisation Josephs II. 1791 beim Stift Mondsee, ab dann zum SKG gezählt; 1873 Wolfgangseeschifffahrt, 1893 Bau der Lokalbahn |
| Steinbach am Attersee         | Vöcklabruck       | OÖ         | Attersee                                | Attersee                                      | Teil d. Attergaus, Attersee wird seit dem Ende d. 19. Jh. als Teil des SKG genannt |
| Straß im Attergau             | Vöcklabruck       | OÖ         | Attergau (V)                            | Attergau                                      | Teil des Attergaus, seit dem Anfang d. 20. Jh. beim SKG genannt |
| Strobl                        | Salzburg-Umgebung | Sbg        | Wolfgangsee (S)                         | Wolfgangsee                                   | Verkehrsknoten der Wolfgangpilger (Name 16. Jh.), Ferzbstm. Salzburg 1803 säkularisiert, Hzgt. Salzburg habsb., 1809 frz., 1810–1816 bayer. Salzachkreis (Nap. Kriege), dann Kreis im Kronland Österr. o.d.Enns, 1849 Kronland Sbg., aber schon zeitgenössisch beim SKG miterwähnt |
| Thalgau                       | Salzburg-Umgebung | Sbg        | Thalgau                                 | Fuschlsee                                     | Herrschaft Wartenfels Gerichtsstand der Fuschl-Thalgau-Region, mit RV Osterhorngruppe (1994) auch zum Tourismusvbd. Fuschlsee (2000) und Gründungsmitglied der Salzkammergut Tourismus (2002), 2003 Bezirksgericht der ganzen Sbg. Salzkammergut-Gemeinden |
| Tiefgraben                    | Vöcklabruck       | OÖ         | Mondsee                                 | MondSeeLand - Mondsee/Irrsee                  | Teil des klösterlichen Mondseelands, Landgemeinde des Markts Mondsee |
| Traunkirchen                  | Gmunden           | OÖ         | Trauntal-Traunsee (S)                   | Traunsee                                      | Benediktinerinnenkloster Traunkirchen (gegr. 1020, zur Herrschaft Ort) Mutterpfarre der Pfarren des SKG bis Aussee, 1573 aufgelöst, dann Passauerisch |
| Unterach am Attersee          | Vöcklabruck       | OÖ         | Attersee/Mondsee                        | Attersee                                      | Teil d. Attergaus, über See am Mondsee dem Mondseeland verbunden (TV Ferienregion Attersee – Salzkammergut, Attersee wird seit dem Ende d. 19. Jh. als Teil des SKG genannt) |
| Vöcklabruck                   | Vöcklabruck       | OÖ         | Vöckla–Ager-Alpenvorland (V)            | –                                             | Teil d. bair. Attergaus, 1868 Bezirkshauptmannschaft des (heutigen) westl. SKG (Attersee, Mondsee, Irrsee), TV der Gem. über Regionalmanagement Vöcklabruck-Gmunden dem TV Attersee verbunden, 2009 mitgenannt |
| Vöcklamarkt                   | Vöcklabruck       | OÖ         | Vöckla–Ager-Alpenvorland (V)            | –                                             | Teil d. bair. Attergaus, TV der Gem. der Salzkammergut Tourismus verbunden, 2009 mitgenannt |
| Vorchdorf                     | Gmunden           | OÖ         | Traun–Enns-Alpenvorland/Almtal          | Almtal                                        | seit 2013 TV Almtal/VERA Mitglied |
| Weißenkirchen im Attergau     | Vöcklabruck       | OÖ         | Attergau (V)                            | –                                             | Teil des Attergaus, nicht im TV St. Georgen/Straß/Berg (Ferienregion Attergau). |
| Weyregg am Attersee           | Vöcklabruck       | OÖ         | Attersee                                | Attersee                                      | Teil d. Attergaus, Attersee wird seit dem Ende d. 19. Jh. als Teil des SKG genannt |
| Zell am Moos                  | Vöcklabruck       | OÖ         | Irrsee                                  | MondSeeLand - Mondsee/Irrsee                  | Teil des klösterlichen Mondseelands, Herrschaft Wildennegg weltl. Gerichtsstand des Mondseelands im Hochmittelalter |